# XBill

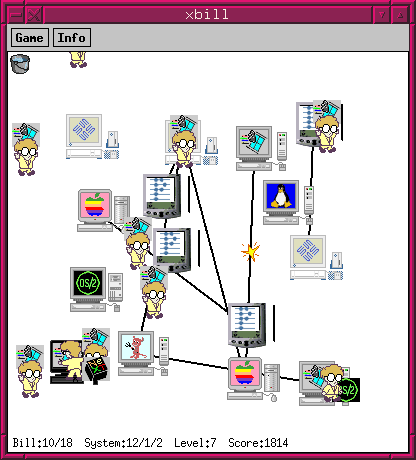
XBill

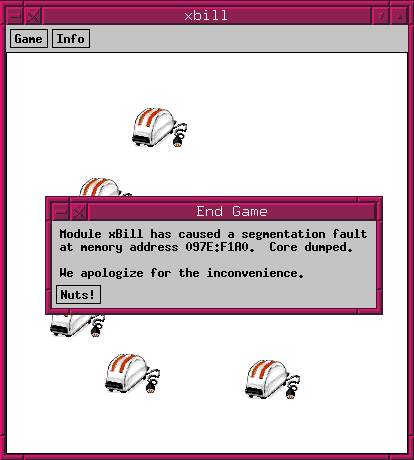
XBill: game over!

XBill — вільна (GNU GPL) відеогра, класична аркада, написана Браяном Веллінгтоном і Матіасом Дуарте в 1994 році.

## Ігровий процес
Злий комп'ютерний хакер, відомий як Білл (прямий натяк на Білла Гейтса), розробив найдосконаліший комп'ютерний вірус в історії — Wingdows (прямий натяк на MS Windows), який маскується під популярну операційну систему. Гру портовано під багато операційних систем, і у списку цих операційних систем MS Windows так і названо — Wingdows.
Вірус настільки могутній, що може перетворити будь-який комп'ютер, на який він проник, на тостер. Для того, щоб здійснити свій план (перетворити всі комп'ютери світу на тостери) Білл клонував себе, і тепер є мільйони мікро-Біллів.
Ви — Системний Адміністратор. Вашим завданням є запобігти виконанню диявольських планів Білла. Ви повинні не дозволити мікро-Біллам встановити Wingdows на довірені вам комп'ютери, на яких працюють інші операційні системи. Комп'ютери та встановлені на них операційні системи зображено значками. У грі використовуються такі комп'ютери та операційні системи:
- IBM PC (Linux, GNU, FreeBSD та OS/2);
- SPARCstation(інші мови) (Solaris);
- робочі станції Silicon Graphics (IRIX);
- Apple Macintosh (Mac OS);
- КПК Palm (Palm OS);
- робочі станції NeXT .

У міру зростання номера рівня кількість комп'ютерів збільшується, крім того, комп'ютери починають з'єднуватися в локальні мережі, які сприяють поширенню Wingdows. Спроба зараження через мережу виглядає як вогник, що повзе мережевим кабелем. На мережевих рівнях стає доступною друга зброя гравця — відро з водою (розташоване у лівому верхньому куті екрану). За допомогою відра цей вогник можна погасити.
Коли мікро-Білл інсталює Wingdows на комп'ютер, він забирає стару операційну систему. Якщо вдається його пристукнути, можна повернути стару операційну систему, перетягнувши її значок, який впустив мікро-Білл, на комп'ютер зі щойно встановленою Wingdows. Після закінчення рівня вам нараховуються очки за кожен комп'ютер, який мікро-Біллу не вдалося заразити.